# Хари Мата Хари
Хари Мата Хари је босанскохерцеговачка поп-рок група, која са преко 1000 одржаних концерата и 5 милиона продатих албума спада у једну од тиражнијих група на просторима некадашње Југославије. Познати су по десетинама љубавних балада са јаким примесама локалног звука које су постигле изузетан комерцијални успех и остале евергрин хитови. Група Хари Мата Хари је освојила треће место на Песми Евровизије 2006. године у Атини, представљајући Босну и Херцеговину са песмом Лејла, коју је компоновао Жељко Јоксимовић.
Група Хари Мата Хари је често мењала састав. Данас је чине Хари Варешановић (вокал), Изудин Изо Колечић (бубњеви, удараљке), Ведран Томичић (соло гитара, пратећи вокал), Нихад Володер (ритам гитара и пратећи вокал) и Лордан Музаферија (бас гитара, пратећи вокал). Већину песама Хари Мата Харија компонује и аранжира Варешановић, а текстове пише Фахрудин Пецикоза-Пецо. Осим бројних концерата у сарајевској „Скендерији“ и „Зетри“, Хари Мата Хари никада није имао проблема да напуни концерте било где на простору некадашње Југославије. Године 1999. су у Београду седам узастопних дана свирали распродане концерте у „Сава центру“.

## Историја

### 1985—1991: оснивање, успех, избеглиштво и поновно окупљање
Музички састав Хари Мата Хари основан је у јесен 1986. године у Сарајеву, а већ две године касније, 1988. године, група почиње да снима за загребачки Југотон и следи серија успешних издања. Албум Ја те волим највише на свијету из 1988. године који је продат у 300.000 примерака, носио је 10 песама које су листом још увек (2006) слушане. Уследила је 1989. година и плоча Волио бих да те не волим, продата у 500.000 копија, те албум Страх ме да те не волим из 1990. године, који је продат у рекордних 700.000 примерака. На тада изузетно јакој југословенској поп сцени касних осамдесетих, песме састава Хари Мата Хари су увек биле при самом врху лествица. На турнејама су им гостовале Ла Тоја Џексон и Сабрина. Хари Мата Хари су на три „Месама“ за редом (1989, 1990. и 1991) освајали титулу најбоље поп групе СФРЈ. Припале су им и награде за песму године, као и „Оскар популарности“.
Распад Југославије и рат који је он проузроковао, оставио је трага и у каријери групе Хари Мата Хари. Године 1991. састав издаје албум Рођена си само за мене за сарајевски Дискотон, на којем се налази и песма Ја не пијем снимљена са Харисом Џиновићем, али који је имао скромнији успех. Затим су активности замрле до 1994. године, када су у избеглиштву објавили плочу Остај ми збогом љубави на којем се налази обрада песме Полетјела голубица са Халидом Бешлићем. Од целог Хари Мата Харија деловали су тада само Хари и Изо, а група се окупила тек 1997/1998. године, када јој се прикључују Карло Мартиновић и Мики Бодловић, те Ади Мулихалиловић и Емир Мехић. На сцену су се вратили на велика врата албумом Ја немам снаге да те не волим из 1998. године.

### 1999—2005: прва Песме Евровизије и „Баш ти лијепо стоје сузе“
Хари Мата Хари се пријавио на први заједнички национални избор за Песму Евровизије 1999. године са песмом Старац и море, те и победио на избору за представника Босне и Херцеговине на Песми Евровизије у Јерусалиму, али је песма накнадно дисквалификована, јер се испоставило да је Хари песму раније продао у Финској, где је у међувремену и снимљена и издата пре прописаног рока. Чланови састава тако нису отишли на Песму Евровизије — иако је бубњар Изудин Колечић учестововао у пратњи Златана Фазлића Фазле са песмом Сва бол свијета на првом самосталном учешћу Босне и Херцеговине на Песми Евровизије 1993. године у Милстриту — уместо њих, на Песми Евровизије су учествовали другопласирани Дино Мерлин и Беатрис са песмом Путници, освојивши седмо место, најбољи пласман до тада за Босну и Херцеговину. Исте године, Хари је са Ханком Палдум снимио дует Црни снијег, а 2001. године излази нови албум Баш ти лијепо стоје сузе, са неколико песама које су постале велики хитови — Као домине, Зјеницо ока мога, Баш ти лијепо стоје сузе као и гостујући наступи Сулејмана Рамадановског-Рамчета у Сад знам фол и Драгане Мирковић на Ја имам те, а кô да немам те. Године 2002. са песмом Ружмарин, која је постала велики хит, наступају у финалу шестог Хрватског радијског фестивала и представљају Босну и Херцеговину на такмичењу за Песму ОГАЕ у Француској, а 2003. године наступају са песмом Иди, иди на седмом Хрватском радијском фестивалу, те са песмом Наводно снимљеном са Иваном Банфић и на Сплитском фестивалу. Након низа концерата по Балкану, Европи и Аустралији, група је почела да спрема нови албум, придружио им се Харијев дугогодишњи сарадник Фрањо Валентић, а напустио Мики Бодловић ради самосталне каријере. На осмом Хрватском радио фестивалу учествовали су са песмом Нема чега нема, а на Сплитском фестивалу са песмом Закон јачега са Кемалом Монтеном. Крајем године изашао је и бржи албум под тим називом, за београдски Хај-фај центар, загребачки Кроација рекордс и сарајевски Дискотон.

### 2006—2009: Песме Евровизије 2006. и „Срећа“
Јавни РТВ сервис Босне и Херцеговине је представника за Песму Евровизије 2006 године у Атини изабрао интерном селекцијом, а 9. фебруара је саопштио да ће то бити састав Хари Мата Хари, потврђујући гласине које су о овоме кружиле већ два месеца. Емитер је босанскохерцеговачкој Евросонг кампањи дао и назив Вријеме је за Босну и Херцеговину, а песму описао као босанску верзију приче о Ромеу и Јулији. Први је пут песма приказана јавности 5. марта 2006. године на посебној вечери „БХ Евросонг 06“ у сарајевском Народном позоришту уз живи пренос РТВ БиХ, где ју је Хари отпевао уживо уз овације публике, а шест дана касније Хари је са песмом био и на првом гостовању у Београду, на финалној вечери Европесме-Еуропјесме 2006. Песма Лејла је снажна балада о неузвраћеној, далекој љубави са јаким звуком севдаха и деоницама локалних инструмената. Текст су писали Фахрудин Пецикоза и Дејан Ивановић на музику Жељка Јоксимовића. Јоксимовић, представник Србије и Црне Горе на Песми Евровизије 2004. године у Истанбулу, изјавио је да је одбио сличне понуде из неколико европских земаља и да је Лејлу радио без накнаде, као драги поклон. Промотивни спот, који је режирао Пјер Жалица, осим Харија и дружине, приказује и традиционалне ткаље и дуванџију, а сниман је на неколико локација у Херцеговини — у планинама крај Блидиња, на језеру-националном парку Хутово блато, на Руишту, и у Мостару, крај Старог моста и у старом градском језгру. Песма је званично добила назив након гласања на мрежном месту РТВ БиХ, а остали предлози били су Зар би могла ти другог вољети и Сакривена. На Избору, песма је освојила треће место, што је до сада најбољи пласман представника Босне и Херцеговине на том такмичењу.
Три године након успеха на Песми Евровизије у Атини, група Хари Мата Хари издаје студијски албум „Срећа“ за београдски „Сити рекордс“. На албуму се налазе гостујући наступи Арсена Дедића у „Све смо подијелили“, Елдина Хусеинбеговића у песми „Твоје је само то што даш“, те Нине Бадрић у „Не могу ти рећи шта је туга“, којом је и најављен нови албум, као и обрада севдалинке „Јутрос ми је ружа процвјетала“. У новембру 2009. године група је одржала серију успешних концерата у „Сава“ центру у Београду.

## Чланови групе
| - Хари Варешановић — вокал - Изо Колетић — бубњеви - Ведран Томичић — соло гитара - Нихад Володер — ритам гитара - Лордан Музаферија — бас гитара | - Жељко Зубер - Нено Јелеч - Ади Мулахалиловић - Едо Мулахалиловић - Пјер Жалица - Зоран Кесић |

## Дискографија

### Албуми
- У твојој коси (1985, Сарајево диск)
- Не би те одбранила ни цијела Југославија (1986, Сарајево диск)
- Ја те волим највише на свијету (1988, Југотон)
- Волио бих да те не волим (1989, Југотон)
- Страх ме да те волим (1990, Југотон)
- Рођена си само за мене (1992, Дискотон)
- Остај ми збогом љубави (1994, Интакт рекордс)
- Ја немам снаге да те не волим (1998, Хај-фај центар, Интакт рекордс)
- Баш ти лијепо стоје сузе (2001, Хај-фај центар, Кроација рекордс)
- Закон јачега (2004, Хај-фај центар, Кроација рекордс, Дискотон)
- Срећа (2009, Hayat, Сиди рекордс)

### Албуми уживо
- Уживо 1 и 2 (1999, Сиди рекордс)
- Live (2002, Сиди рекордс)

### Компилације
- Баладе (1997, Хај-фај центар)
- 15 хитова (1999, Хај-фај центар)
- Хитови 1 (1999, Хај-фај центар)
- Хитови 2 (2000, Хај-фај центар)
- Најљепше од Хари Мата Хари (2001, Кроација рекордс)
- Ружмарин и најљепше необјављене пјесме (2002, Кроација рекордс, Хај-фај центар)
- Баладе 1992—2002 (2003, Хај-фај центар)

### Самосталан албум
- Златне кочије (1984)

## Фестивали
- 1979. Ваш шлагер сезоне, Сарајево - Баш би било добро (као вокал групе Амбасадори)
- 1980. Ваш шлагер сезоне, Сарајево - Никад, никад ти нећеш знати (као вокал групе Амбасадори)
- 1981. Ваш шлагер сезоне, Сарајево - Видимо се сутра (као вокал групе Амбасадори)
- 1986. Југословенски избор за Песму Евровизије - У твојој коси, пето место
- 1987. Југословенски избор за Песму Евровизије - Небеска краљица, четрнаесто место
- 1999. Ваш шлагер сезоне, Сарајево - Старац и море
- 2002. Хрватски радијски фестивал - Ружмарин
- 2003. Сплит - Наводно (дует са Иваном Банфић), трећа награда публике
- 2003. Хрватски радијски фестивал - Иди, иди
- 2004. Хрватски радијски фестивал - Нема чега нема
- 2006. Евросонг - Лејла, треће место
- 2007. Хрватски радијски фестивал - Зар је то још од нас остало
- 2009. Хрватски радијски фестивал - Не могу ти рећи шта је туга (дует са Нином Бадрић), победничка песма
- 2011. Златне жице Славоније, Пожега - Што свака жена сања (дует са Ханком Палдум)